# Teknologkåren vid Luleå tekniska universitet
Teknologkåren, även kallad Teknologkåren vid Luleå tekniska universitet.
Teknologkåren (TKL) är en partipolitiskt och religiöst obunden studentkår på Luleå tekniska universitet vars främsta uppgift är utbildningsbevakning och -utveckling. Organisationen är även verksam i flera områden som berör studenter och det studentikosa.
Teknologkåren grundades under 1971 och fick kårstatus 14 december 1971. Sedan dess har Teknologkåren varit studentkår för de cirka 6 000 studenter som för närvarande studerar under teknisk fakultet på Luleå tekniska universitet. Studentkåren är verksam på fyra av Luleå tekniska universitets fem campus. Teknologkåren finns i Kiruna, Luleå, Skellefteå och Filipstad, med merparten av sin verksamhet i Luleå.
Teknologkåren är en del av samarbetsorganet Reftec. Organet består av ledningsgrupperna från de sju största teknolog- och naturvetarkårerna i Sverige. Genom regelbundna träffar och en gemensam överlämning på sommaren utgör Reftec en plattform för utbyte av tankar och idéer samt stöd för dess medlemmar.

## Organisation
Teknologkåren är en partipolitiskt- och religiöst obunden organisation. Alla beslut kommer från medlemmarna.

### Kårfullmäktige
Fullmäktige är kårens högsta beslutande organ och har ansvar för Teknologkåren vid Luleå tekniska universitets strategiska frågor.
Fullmäktige består av 23 valda ledamöter vars uppgift är att ta ställning i frågor som berör Teknologkårens stadgar, reglementen samt övergripande riktlinjer, budget och strategi. Mandaten fördelas proportionellt efter valkretsarnas storlek. Varje valkrets ska ha minst ett mandat. Mandatfördelningen baseras på antalet inbetalda kåravgifter per sektion den 1 november året innan mandattidens start.

### Kårstyrelse
Kårstyrelsen är kårfullmäktiges ställföreträdare. Kårstyrelsen handhar, befintliga reglementen samt av fullmäktige fattade beslut, den omedelbara ledningen av Teknologkåren. Kårstyrelsen äger mellan fullmäktiges sammanträden rätt att företräda Teknologkåren och ansvarar för sin verksamhet inför fullmäktige.

### Ledningsgrupp
Ledningsgruppen arbetar operativt och består av 8 ledamöter, valda av kårstyrelsen, vars uppgift är att leda samt planera kårens dagliga verksamhet. Varje ledamot sitter som ordförande i sin respektive enhet, enheterna består av utskott samt projektgrupper som på olika sätt bidrar till Teknologkårens verksamhet.
Ledningsgruppen ansvarar för sin verksamhet inför kårstyrelsen.

### Sektioner
Sektionernas syfte är att tillsammans med medlemmarna sträva efter att uppfylla Teknologkåren vid Luleå Tekniska universitets vision.

### Programföreningar
Programföreningarnas syfte är främst att värna om och öka sammanhållningen mellan studenter inom specifika program. Föreningarna förväntas värna om gemenskapen inom programmen, arbeta för en högre utbildningskvalitet och verka för ett brett utbud av studiesociala arrangemang.
En programförening består av ett eller flera snarlika program under en och samma sektion. Föreningen knyts då även till den sektion som ansvarar för programmet/-en. Föreningens styrelse räknas som funktionärer inom Teknologkåren och ska enligt styrdokument vara medlemmar i Teknologkåren. Föreningens medlemmar bör även de vara medlemmar i Teknologkåren dock är detta inte ett krav för medlemskap i föreningen om inget annat fastställs i föreningens stadgar.
Strukturmässigt varierar programföreningarnas roll sektionsvis, detta då sektionerna reglerar verksamheten.

## Underorganisationer

### Projektgrupper
Kårstyrelsen kan vid behov starta projektgrupper under ledningsgruppens olika enheter.

#### LARV
LARV, Luleå ARbetsmarknadsVecka, är en arbetsmarknadsmässa som arrangeras av Teknologkåren. Mässan fungerar som en plattform för kontakt mellan studenterna på Luleå tekniska universitet och de cirka 100 företag som närvarar varje år. Utöver mässveckan anordnas flera evenemang under LARV prepweek i form av föreläsningar och workshops.
LARV anordnades för första gången 1983 och har idag vuxit till ett projekt med en omsättning på över 3 miljoner kronor med cirka 200 engagerade studenter.

#### Nolleperiodsgruppen
Nolleperioden är en projektgrupp som ansvarar för planeringen och genomförandet av Nolleperioden.
Nolleperioden är något av det första du som nybliven student kommer vara med om på Luleå Tekniska universitet. Det är två veckor fullspäckade av studentikosa aktiviteter, studieförberedande föreläsningar och utekvällar på nattklubb. Du får möjlighet att lära känna din klass och träffa dina lärare. Några du också kommer träffa en hel del är dina Phösare. Detta är studenter på LTU som valt att vägleda er som nya studenter under er första tid på Campus.

### Kårföreningar
En fristående förening, med en verksamhet som kan vara Teknologkårens medlemmar till gagn. Alla fristående föreningar kan ansöka om att bli en kårförening. Kårföreningens styrelse är ansvarig för kårföreningens ekonomi och verksamhet. Kårföreningen är skyldig att hålla kårstyrelsen underrättad om sin verksamhet och ska även inlämna sin verksamhetsberättelse och verksamhetsplan till kårstyrelsen

#### Philm
Söndagar 19:00 tillbringas med campus mest kultiverade förening, Philm. Skolans äldsta förening visar bioaktuella filmer på samma sätt som biograferna inne i stan. Med låga biljettpriser och kiosk med godsaker för inköpspris blir Philm det perfekta söndagsnöjet. Här kopplar du av med en film efter en lång vecka av studier och festande. Håll utkik efter rekrytering.

#### IAESTE Luleå
Sveriges nordligaste IASTE kommitté är belägen vid LTU och har sedan 2010 utgjort en del av Teknologkåren. IAESTE Luleå tillhör den internationella ideella organisationen IAESTE som arbetar med praktikutbyten världen över.
Genom IAESTE kan arbetsgivare från hela världen hitta motiverade praktikanter och på så sätt ge studenter relevant och praktisk erfarenhet som går att relatera till studierna.

### Sektioner

#### Datasektionen
Datasektionens främsta uppgift är att säkerställa kvalitén på utbildningarna och studiemiljö inom Datateknik, Teknisk Fysik och Elektroteknik, tillämpad Artificiell Intelligens samt Rymdteknik. De arbetar under Teknologkåren, som representerar alla teknologstudenter på LTU. De anordnar även företagsevent, sittningar och andra event för sina medlemmar.
Under sektionen finns fyra underföreningar, D6 för studiesociala event, Student-TV för den film/media-intresserade, xp-el för den elektronik intresserade och Datasektionens nanobryggeri för hemmabryggare.

#### Doktorandsektionen
Doktorandsektionen vid Luleå tekniska universitet är att tillvarata doktorandernas intressen i allmänhet samt att delta i utvecklingen av forskarutbildningen. Huvudsakligen sker detta genom representation av forskarstuderande i olika organ inom universitetet, exempelvis i universitetsstyrelsen och fakultetsnämnderna. Doktorandsektionen har även representanter i institutionernas ledningsgrupper, vilket ger ökade möjligheter att bevaka doktorandfrågor på institutionsnivå.

#### Geosektionen
Bergsbruket var länge Sveriges viktigaste industriella näring. Från 1950-talet och 20 år framåt skedde en mycket kraftig strukturförändring av det svenska bergsbruket, antalet gruvor minskade drastiskt och tyngdpunkten flyttades från mellansverige till Norrland. I samband med utlokalisering av statlig verksamhet i början på 1970-talet flyttades gruvutbildningen till Luleås nya tekniska högskola.
I samband med flytten bildades programmet geoteknologi och år 1973 startade en organisation som fick namnet Geosektionen som idag ligger under Teknologkåren. Allt eftersom tiden gick bildades nya program från geoteknologin och i början av 1990 lades det enskilda programmet geoteknologi ner, och de ursprungliga ”georesurserna” flyttades ut till andra institutioner.
Idag ligger Geosektionens utbildningar under institutionen Samhällsbyggnad och Naturresurser (SBN).

#### Sektionen för industriell ekonomi
Sektionen för Industriell ekonomi vid Luleå Tekniska Universitet består av tio utskott som alla arbetar med att på ett eller annat sätt främja studentlivet för studenter inom Industriell ekonomi och Öppen ingång.
Utskotten arbetar med allt från studieövervakning och studiesociala evenemang såsom banketter, sittningar och idrottsturneringar, till att främja kontakten mellan studenter och näringsliv genom företagspresentationer, alumnföreläsningar och casetävlingar. Målet är att sektionens medlemmar ska trivas riktigt bra under sin studietid och även vara förberedda på vad som komma skall efter examen.

#### Maskinteknologsektionen
Utbildningarna under Maskinteknologsektionen är för dig som vill ha en akademiskt tuff utmaning. För dig som gillar att undersöka hur saker i din omgivning egentligen fungerar i grunden.
De maskintekniska utbildningarna är breda utbildningar som gör dig attraktiv för företag inom de flesta branscherna. Inriktningar inom utbildningarna finns men är ofta sådana att de inte är begränsande vid fullföljda studier. Maskinteknologsektionen är på många sätt likt de utbildningar som hör till den. Sektionen är bred på många sätt och erbjuder stora möjligheter.
I dagsläget består Maskinteknologsektionen av nio undergrupper som sysslar med allt från matservering, festfixning, motorer och fordon till och med utbildningsbevakning.

#### Studentföreningen campus Skellefteå
Finns för alla studenter på campus Skellefteå.

#### Kirunasektionen
Finns för alla studenter på campus Kiruna.

## Kontrovers
År 2018 hamnade kåren i blåsväder efter att det uppdagats att sångboken Ultima Thule innehöll sånger med sexistiska inslag och anspelade på nidbilder av samer. Efter en varning från dåvarande rektor, Birgitta Bergvall-Kåreborn utfärdades ett säljstopp på sångboken. År 2021 fanns Ultima Thule åter att köpa från Teknologkårens kansli.